# Amazone (frégate)
Pour les articles homonymes, voir Amazone.
L’Amazone est une frégate de 12 de la marine royale française de la classe Iphigénie, équipée de 26 ou 32 canons, lancée à Saint-Malo en 1778. Elle participe à la guerre d'indépendance des États-Unis. Le 7 octobre 1779, devant Savannah, sous le commandement de Jean-François de La Pérouse, elle capture la frégate britannique Ariel (en) qui continuera la guerre sous le pavillon français, puis américain.
En 1780, toujours sous le commandement de La Pérouse, elle participe au transport du corps expéditionnaire français de Rochambeau puis assure un service de courrier entre l'Amérique et la métropole.
En 1782, sous le commandement du capitaine de Montguyot, elle est rattachée à l'escadre du lieutenant général Louis-Philippe de Vaudreuil et participe à la bataille des Saintes, les 9 et 12 avril, où Montguyot est blessé.
Le 28 juillet 1782 dans l'après-midi (en), l’Amazone est envoyée en reconnaissance au large du cap Henry, à l'entrée de la baie de Chesapeake, quand elle rencontre la Santa Margarita, capitaine Elliot Salter, frégate britannique de 48 canons, un ancien navire de la marine espagnole pris par les Britanniques et équipé de caronades. Le combat dure plus d'une heure : Montguyot et son lieutenant Gazan sont tués avec 19 matelots, trois autres officiers et 93 hommes d'équipage sont blessés, le grand mât et le mât d'artimon pratiquement sectionnés ; le lieutenant de l'Épine, blessé, fait amener le pavillon. Les Britanniques prennent l’Amazone en remorque et y mettent un équipage de prise de 68 hommes. Le lendemain, à l'aube, les Britanniques voient arriver l'escadre de Vaudreuil et se hâtent d'évacuer l’Amazone qui est reprise par son équipage français,. Le second pilote Jean-Baptiste Philibert Willaumez, qui s'est signalé dans cette action, est promu premier pilote, distinction exceptionnelle à son âge (19 ans).

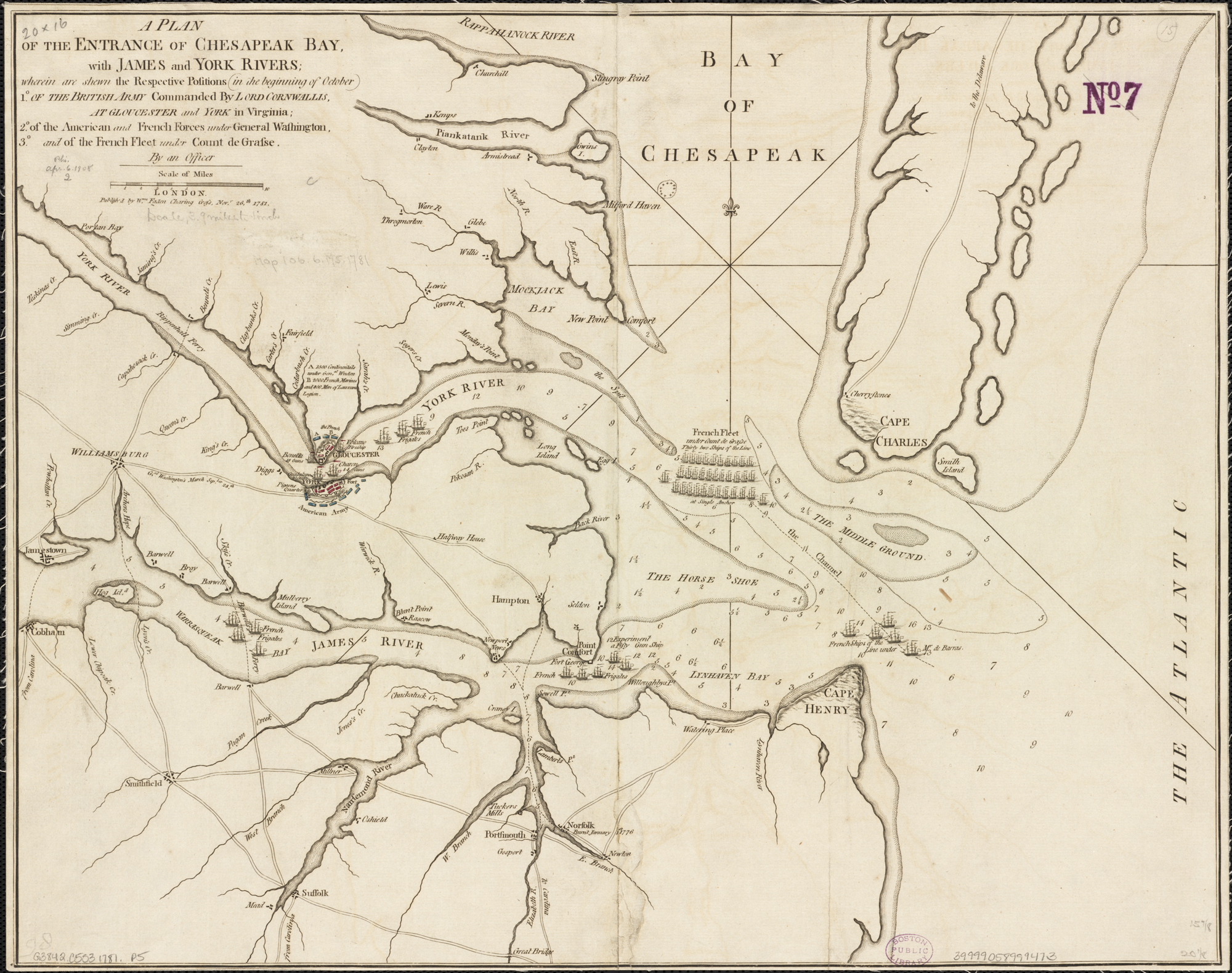
Le cap Henry (au sud-est) pendant la bataille de la baie de Chesapeake le 5 septembre 1781.

Au total, pendant cette guerre, l'Amazone perd 52 membres de son équipage dont 3 officiers (les lieutenants Montguyot de Cambronne et Gazan et l'officier auxiliaire Oillic), 10 officiers mariniers et 2 matelots tués dans le combat du 29 juillet 1782 ou morts de leurs blessures dans les jours suivants. Un officier, un officier marinier et 5 matelots meurent captifs à l'hôpital de Boston. Une trentaine de matelots sont portés disparus à partir du 29 juillet 1782 sans qu'on sache s'ils sont tombés à la mer, morts en captivité ou déserteurs. Un détachement d'infanterie du régiment du Cap, embarqué lors du combat du 29 juillet 1782, y perd un officier (le lieutenant Guilhem) et plusieurs soldats. 
De 1791 à 1793, l’Amazone est désarmée à Brest. Elle reprend du service en 1794. En janvier 1797, elle fait naufrage devant la pointe de Penmarch.